# Reynaldo Evangelista
Reynaldo Gonda Evangelista (ur. 8 maja 1960 w Mabini) – filipiński duchowny katolicki, biskup Imus od 2013.

## Życiorys

### Prezbiterat
Święcenia kapłańskie otrzymał 19 czerwca 1986. Inkardynowany do archidiecezji Lipa, przez wiele lat pracował w niższym seminarium w tymże mieście. W 1995 został rektorem wyższego seminarium regionalnego w Lipie, zaś po zakończeniu w 2000 kadencji otrzymał nominację na proboszcza jednej z parafii miasta. W 2004 ponownie wybrany na rektora seminarium.

### Episkopat
11 grudnia 2004 został mianowany biskupem ordynariuszem diecezji Boac. Sakry biskupiej udzielił mu 26 stycznia 2005 nuncjusz apostolski na Filipinach - arcybiskup Antonio Franco.
8 kwietnia 2013 papież Franciszek mianował go biskupem ordynariuszem Imus. Ingres odbył się 5 czerwca 2013.